# Silnice II/304

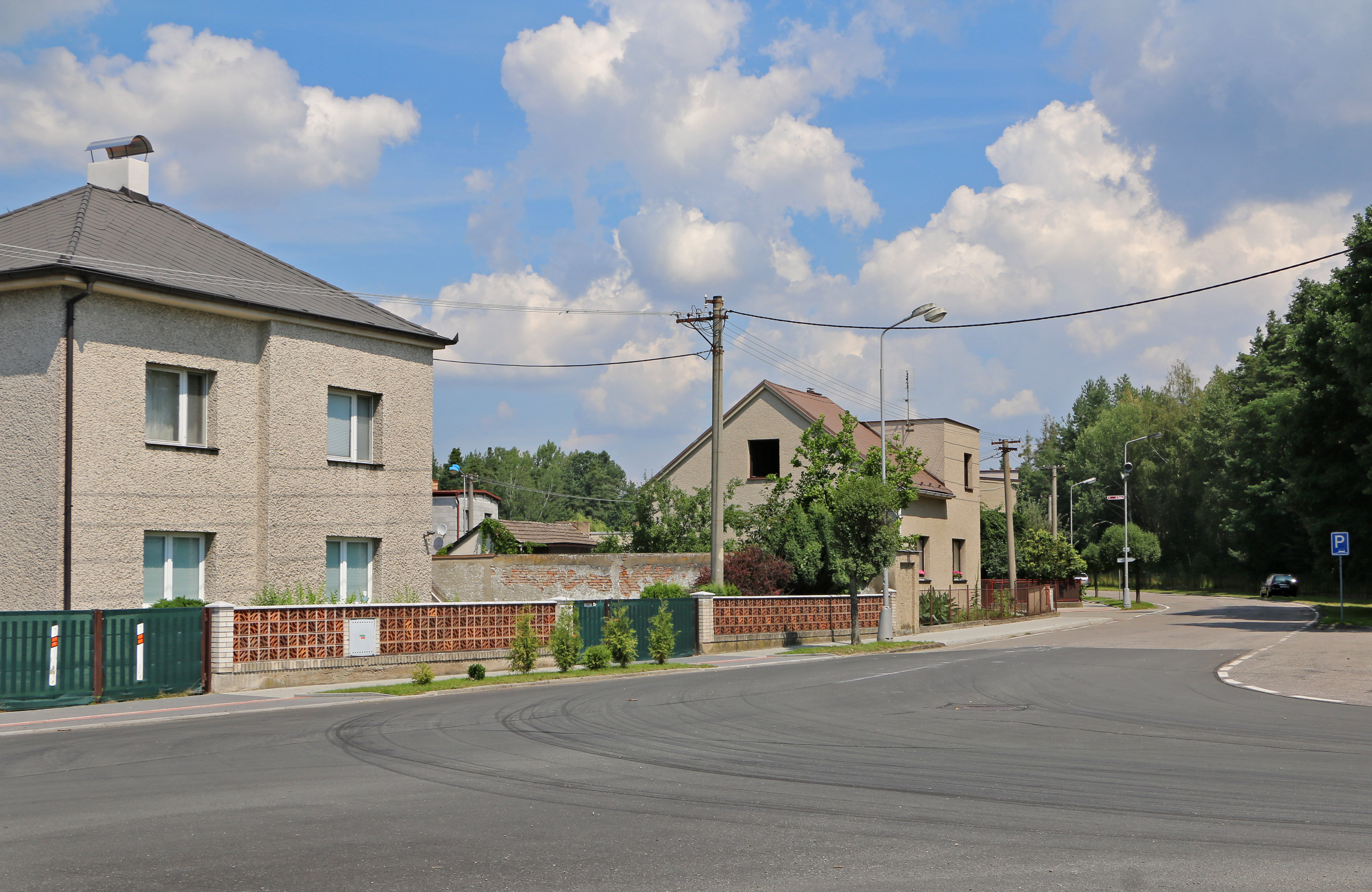
Zatáčka v Týništi nad Orlicí

Silnice II/304 je silnice druhé třídy v Královéhradeckém kraji. Spojuje Týniště nad Orlicí, Opočno, Českou Skalici a Úpici.
Celková délka silnice je 53 km.

## Vedení silnice
- Lípa nad Orlicí (I/11)
- Týniště nad Orlicí
- Opočno (II/298)
- Bohuslavice (II/308, II/309)
- Městec (II/285)
- Česká Skalice (I/33)
- Hořičky
- Úpice (I/14)